# Средние Тарманы
Средние Тарманы — село в Нижнетавдинском районе Тюменской области России. Административный центр Тарманского сельского поселения.

## География
Село находится на западе Тюменской области, в пределах юго-западной части Западно-Сибирской низменности, в зоне подтайги, у озера Среднее Тарманское, на расстоянии примерно 58 км (по прямой) к юго-западу от села Нижняя Тавда, административного центра района.

### Климат
Климат резко континентальный с холодной продолжительной зимой и коротким тёплым летом. Средняя температура воздуха самого холодного месяца (января) — −18,6 °C (абсолютный минимум — −53 °C); самого тёплого месяца (июля) — 17,6 °C (абсолютный максимум — 38 °С). Безморозный период длится в среднем 111 дней. Среднегодовое количество атмосферных осадков составляет 300—400 мм, из которых 70 % выпадает в тёплый период. Продолжительность залегания снежного покрова составляет в среднем 156 дней.

## История
По татарски название ауыла - Кираит. До 1917 года входила в состав Кашегальской волости Тюменского уезда Тобольской губернии. По данным на 1926 год деревня Средне-Тарманские Юрты состояла из 45 хозяйств. В административном отношении являлась центром Тарманского сельсовета Тюменского района Тюменского округа Уральской области.

## Население
| 2010 |
| ---- |
| 489  |

По данным переписи 1926 года в деревне проживало 184 человека (88 мужчин и 96 женщин), в том числе: татары составляли 100 % населения.
Согласно результатам переписи 2002 года, в национальной структуре населения татары составляли 95 % населения из 405 чел.